# Jardin anglais (Palerme)
Pour un article plus général, voir Palerme.
Le jardin Piersanti Mattarella, anciennement jardin anglais, est un parc public de 6 hectares à Palerme conçu en 1851 par l'architecte Giovan Battista Filippo Basile.

## Histoire
Le jardin a été conçu par Giovan Battista Filippo Basile en 1851 suivant un modèle très populaire au XIXe siècle, c'est-à-dire non pour créer un espace mesuré et géométrique (comme le jardin italien) mais pour suivre les formes naturelles et les irrégularités du sol lui donnant un air plus naturel, créant un jardin anglais (d'où le nom de "jardin anglais"). Pour rendre l'atmosphère encore plus suggestive et plus exotique, selon le goût de l'époque, des plantes du monde entier ont été insérées, choisies en collaboration avec le botaniste de Palerme Vincenzo Tineo (1791-1856), à l'époque directeur du Jardin botanique de Palerme .

## Structure
Le jardin comprend deux parties, séparées par la Viale della Libertà : le bois et le parterre.

## Images

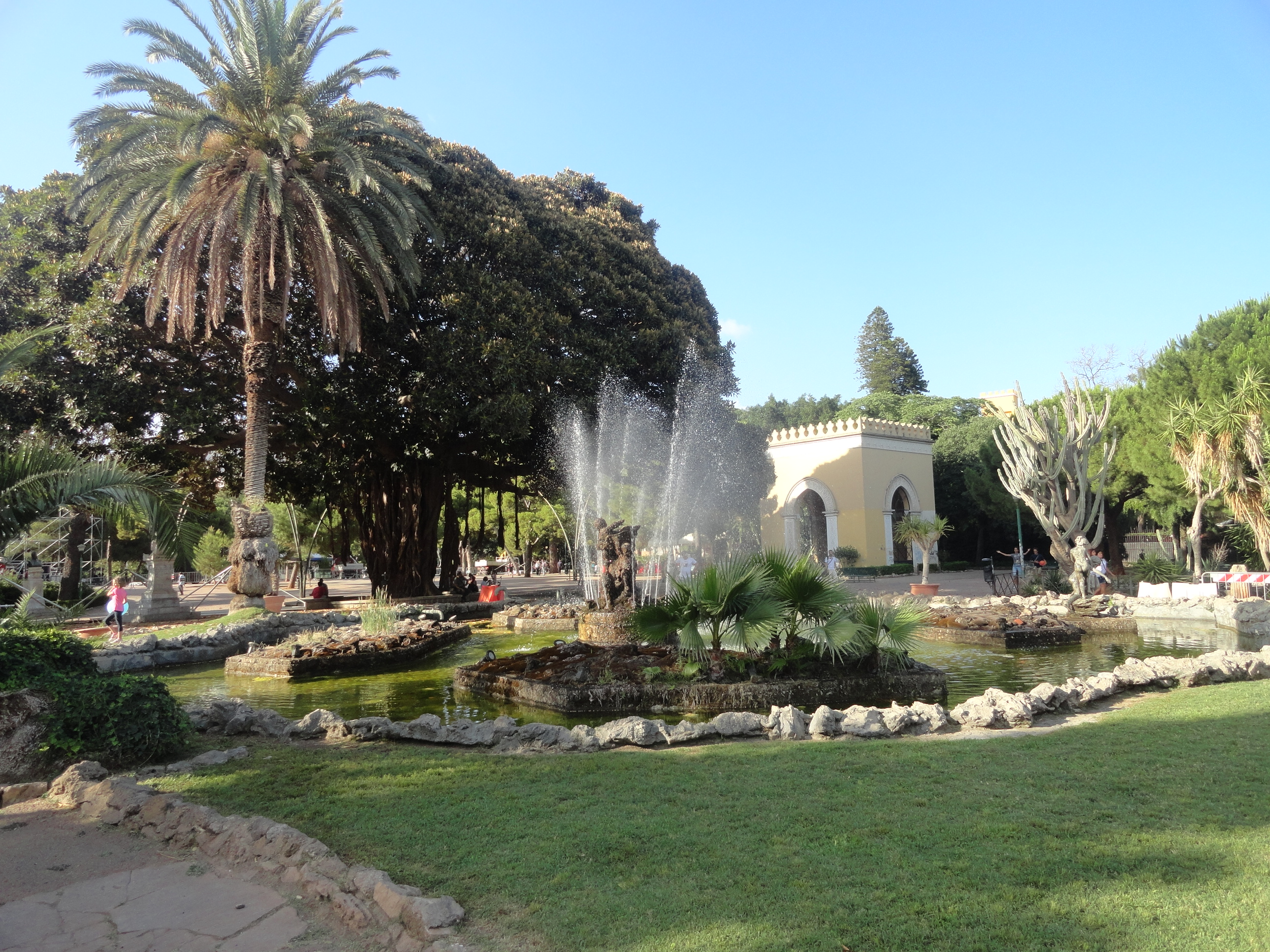
Un coin du bois.
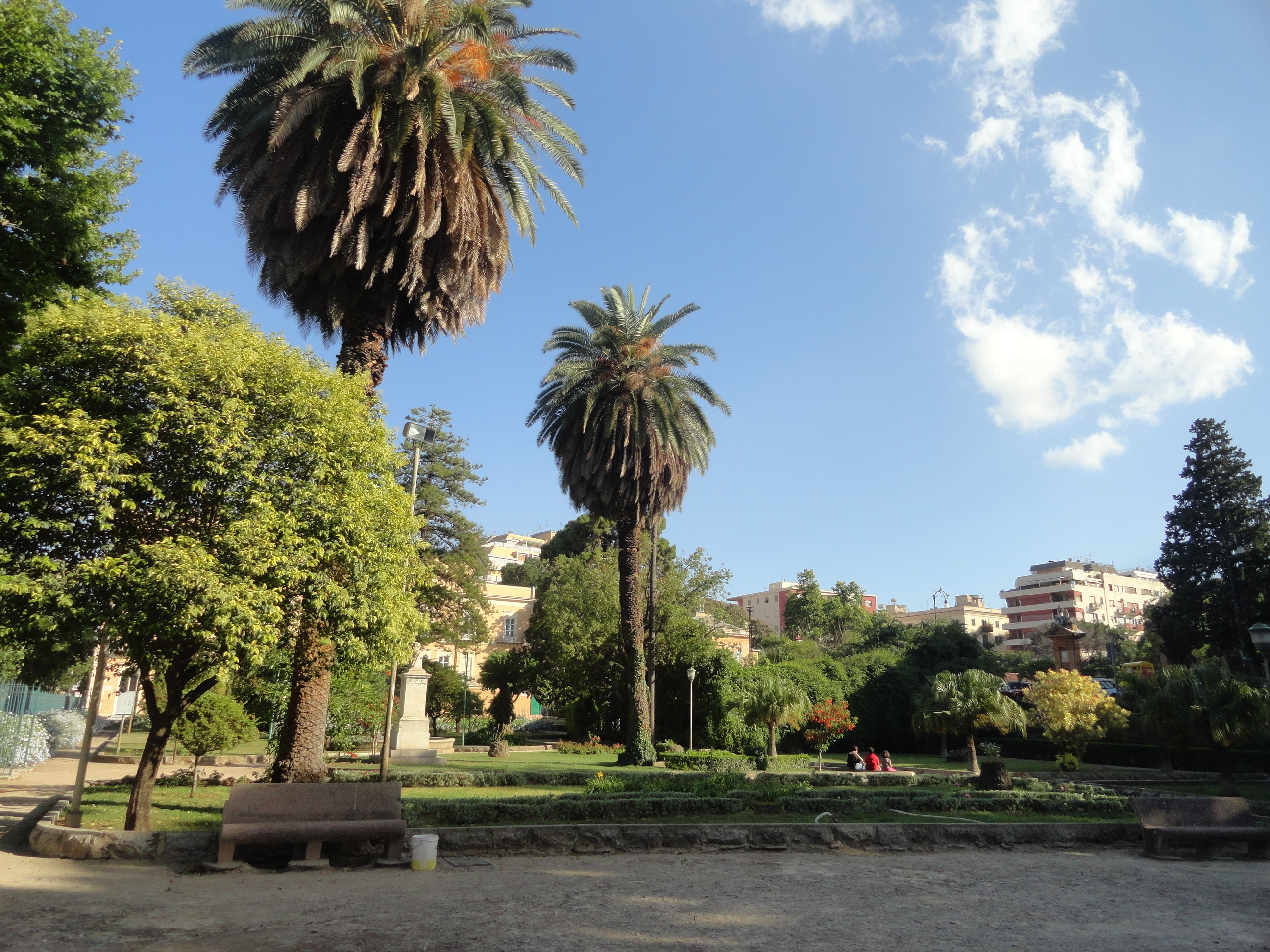
Le Parterre.
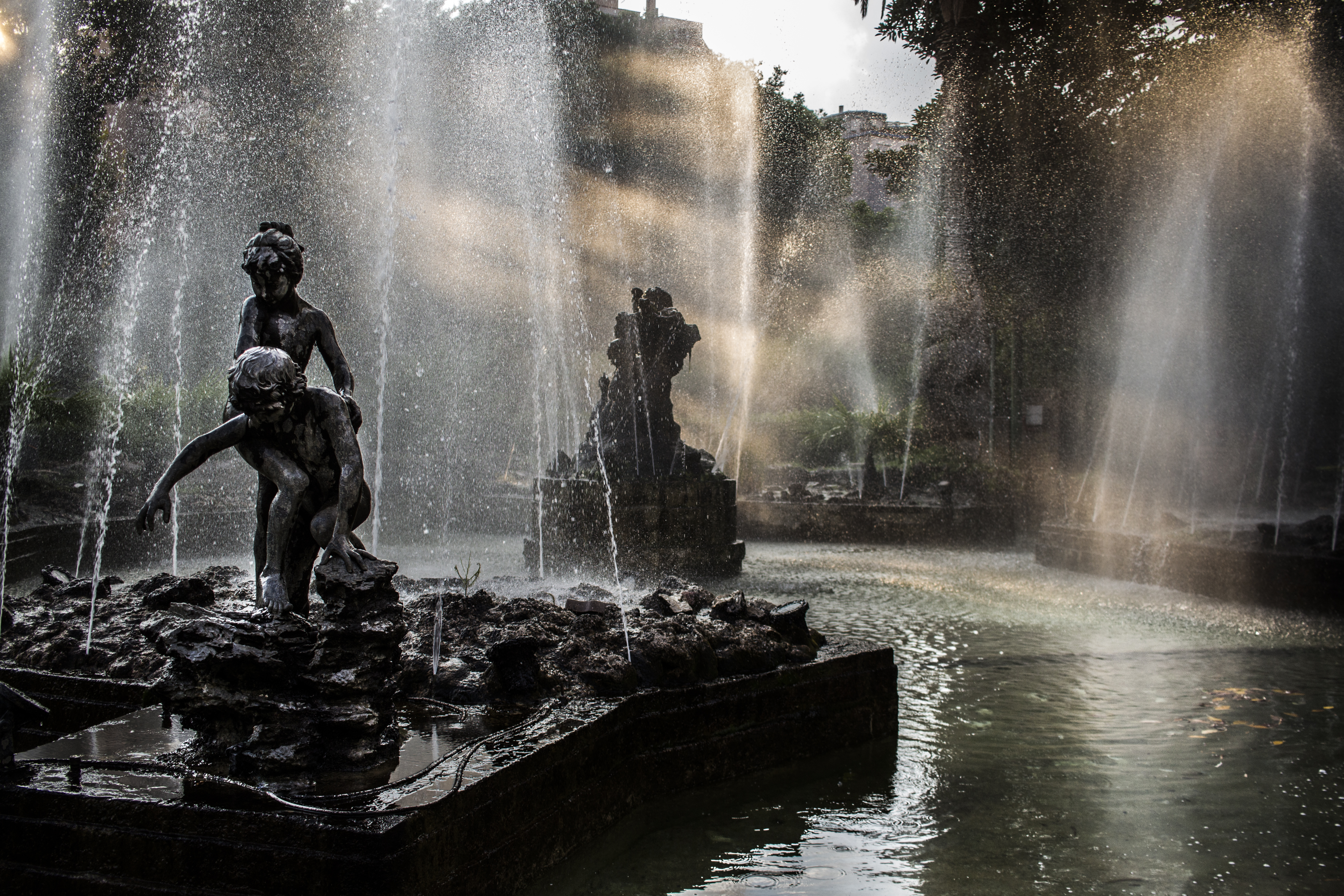
Fontaine.
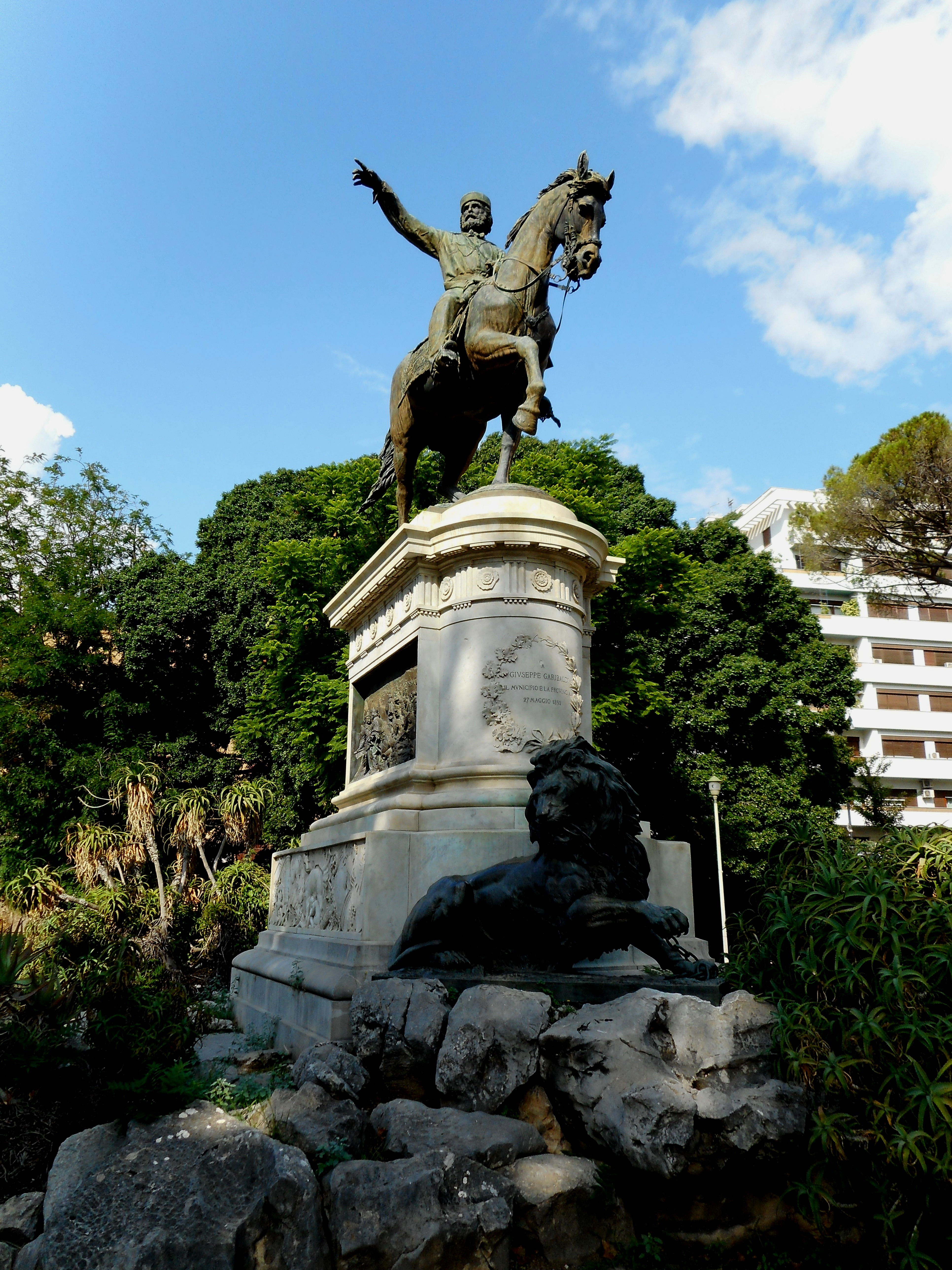
Monument équestre de Garibaldi.